# Поход на Баку (апрель 1918)
Поход на Баку — военная операция апреля 1918 года вооружённых сил Дагестанского исполнительного комитета по наступлению на город Баку с целью прекращения армяно-мусульманской резни и свержения советской власти. В результате вооружённых столкновений с большевистскими силами на подступах к городу поход окончился провалом и отступлением дагестанских сил.

## Предыстория
В первой половине марта 1918 года в Дагестане началась гражданская война между шариатистами, возглавляемыми шейхом Нажмудином Гоцинским, и дагестанскими большевиками, которые имели под контролем город Петровск. Вооружённые отряды шариатистов в результате похода на Петровск свергли советскую власть, большевики разделились и уплыли на пароходах в Астрахань и Баку.

## Причины
В ходе антимусульманских погромов в Азербайджане, в соседний Дагестан начали массово прибывать беженцы. Жертвами стали не только азербайджанцы, но и представители дагестанских народов, живших в Азербайджане. Крупные нефтепромышленники Азербайджана — Гаджи Тагиев, Муса Нагиев, Мирза Асадуллаев — обращались с призывом к единоверцам, заявляя, что армяне-дашнаки и большевики режут мусульман.
По вопросу о походе на Баку на помощь мусульманам был собран съезд Дагестанского исполнительного комитета в Темир-Хан-Шуре. Выступая, Нажмудин Гоцинский сказал: «Проблемы азербайджанского народа мы решим булатным кинжалом Базалая». Он обратился также к Армянскому национальному совету с предупреждением о своём скором приезде в Баку для выяснения подробностей случившейся резни и наказания виновных. Предложение о походе поддержали все присутствующие, кроме социалистов — Коркмасова, Дахадаева и Хизроева, которые вместо вмешательства в закавказские дела предлагали заниматься вопросом пастухов и их отар, застрявших в Кизлярском районе. Дело пастухов поручили решить самому Коркмасову, а касательно похода исполком постановил:
«Выступить всему Дагестану против Баку (Бакинской коммуны) и биться до единого человека… Воевать с большевиками и освободить своих братьев-мусульман от них».

## Подготовка
Генерал Халилов считал, что для похода нужно выделить 5000 солдат. Основную силу войска составлял Дагестанский конный полк под командованием генерала Лазарева и полковника Мусаева. Помимо них в походе участвовало ополчение Милли-Комитета, Самурский округ выделил крепостные орудия для похода. К регулярным частям присоединились отряды Гоцинского, который объявил газават дашнакам. По пути к ним присоединялись различные добровольцы. После частей Лазарева выступил полковник Магомед Джафаров, командовавший 400 строевыми всадниками и милицией Милли-Комитета около 100 человек. В общей сложности войско составляло около 1500 солдат регулярных полков и 1000 добровольцев.

Участник гражданской войны Абдурагим Далгат вспоминает отъезд солдат из Петровска:
«Район вокзала представлял собой военный лагерь. Вся улица и пустырь по обе стороны дороги, прилегающие к станции, были запружены частями. В вагоны грузили и кавалерию и пехоту. Особо выделялась одеждой, вооружением Газикумухская сотня, организованная лакской буржуазией. В мелкие пешие отряды были объединены вооружённые карабинами и саблями кустари города, главным образом лакцы, куппинцы и цудахарцы. Отдельно выстраивались на пустыре приведённые с гор отряды Гоцинского. Позади всех, у самой базарной улицы, замыкая остальных, группировалась миллимилиция — вооружённая сила Милли Комитета. Милликомитетчики сновали взад и вперед. Настроение у „войска“ было воинственное, приподнятое».
Перед началом похода дагестанцев социалист Махач Дахадаев уехал в Баку, предположительно, для предупреждение бакинских большевиков о надвигающейся опасности.

## Поход
После принятия решения отряды выдвинулись на юг. Общее командование войском осуществлял генерал Борис Лазарев. В Губе, Хачмазе и Девечи к походу примкнули местные азербайджанские отряды. Отряд добрался на поездах по железной дороге и не встретил сопротивления. Они остановились у станции Хырдалан, в 10 км от Баку. Здесь к ним присоединились части отступившего из города Мусульманского корпуса. На следующий день вперёд были высланы разведывательные отряды.

Азербайджанский большевик Алёша  Джапаридзе докладывал:
«Из Петровска прибыла небольшая сила дагестанцев, которая расположилась около Хырдалан… их около тысячи человек с маленькой артиллерией; к ним пристают группы местных контрреволюционеров».
7 апреля в 12 часов дагестанцы атаковали броневик большевиков из орудий. Конные и пехотные солдаты пошли в наступление на Баладжар и Баку.
На переговоры к полковнику Джафарову 7 апреля с белым флагом прибыла делегация во главе с Джапаридзе, который заявил, что в городе спокойно и резня и притеснения закончились. Джапаридзе указывал, что вход дагестанцев в город может только спровоцировать продолжение насилия, сподвигнув местных мусульман на месть. Делегация призвала признать советскую власть в Баку. Джафаров ответил, что не будет входить в город, но и отступать с позиций не собирается до приказа дагестанского исполкома. Наступление было приостановлено.
Полковник Джафаров пишет, что когда стало ясно, что город будет оборонять гарнизон из 1200 солдат и обученных офицеров, дагестанское командование на совещании приняло решение отступить из-за нехватки сил. Была начата подготовка к отходу. Но внезапно на рассвете следующего дня гарнизон города пошёл в атаку, что сделало отступление паническим. Началась перестрелка, дагестанскому командованию пришлось долго собирать разбросанные отряды. Джафаров вспоминает: «Первые же снаряды, попавшие в толпы кюринцев и самурцев, перепугали их и вызвали ужасную панику. Они бросились бежать, и мы их так больше и не видели. В своём паническом бегстве они увлекли и часть моих людей. С ними ушли мои лошади и лошади командира корпуса и его начальника штаба».
Несколько дней у станции Хырдалан шли бои. Согласно мемуарам Бориса Байкова, при приближении дагестанцев к городу большевики выставили против них лучшие силы — матросов с многочисленной артиллерией, два дагестанских орудия были подбиты. 10 апреля 1918 года дагестанские силы отступили к Дербенту.

## Последствия
Впоследствии большевики пошли в контрнаступление на Петровск со стороны Астрахани и Баку, они захватили город и восстановили советскую власть.
По мнению азербайджанского историка Севиндж Алиевой, поход хоть и окончился поражением, но имел огромное политическое и моральное значение для азербайджанцев. В августе 1918 года город был отвоёван османскими и азербайджанскими силами.